# 吳嘉謨 (明朝)
吳嘉謨（1580年—？），字績可，號敬銘，湖廣武昌衛官籍汉阳府汉阳县人，明朝政治人物。

## 生平
万历三十四年（1606年）丙午科湖廣乡试举人，三十五年（1607年）丁未科進士。吏部觀政，授新建县知县，四十年（1612年）升户部主事，四十一年（1613年）管太仓银库，升员外郎，升郎中，升扬州府知府，四十七年（1619年）考察。著有《孔圣家语图》十一卷。

## 家族
曾祖吳僯；祖父吳綋，鄉大賓；父吳道行，號鳳軒，儒官。母彭氏，繼母朱氏。具慶下。兄吳嘉言，弟吳嘉訓（百戶）、吳嘉誨、吳嘉誼。